# Oberlin (Kansas)
Oberlin és una població dels Estats Units a l'estat de Kansas. Segons el cens del 2000 tenia 1.994 habitants.

## Demografia
Segons el cens del 2000, Oberlin tenia 1.994 habitants, 879 habitatges, i 550 famílies. La densitat de població era de 401 habitants/km².
Dels 879 habitatges en un 25,8% hi vivien nens de menys de 18 anys, en un 51,8% hi vivien parelles casades, en un 7,6% dones solteres, i en un 37,4% no eren unitats familiars. En el 36,2% dels habitatges hi vivien persones soles el 20,7% de les quals corresponia a persones de 65 anys o més que vivien soles. El nombre mitjà de persones vivint en cada habitatge era de 2,15 i el nombre mitjà de persones que vivien en cada família era de 2,78.
Per edats la població es repartia de la següent manera: un 22,6% tenia menys de 18 anys, un 5,1% entre 18 i 24, un 21% entre 25 i 44, un 21,4% de 45 a 60 i un 29,9% 65 anys o més.
L'edat mediana era de 46 anys. Per cada 100 dones de 18 o més anys hi havia 79,3 homes.
La renda mediana per habitatge era de 30.816 $ i la renda mediana per família de 34.583 $. Els homes tenien una renda mediana de 27.177 $ mentre que les dones 16.488 $. La renda per capita de la població era de 17.271 $. Entorn del 5% de les famílies i el 6,8% de la població estaven per davall del llindar de pobresa.

## Poblacions més properes
El següent diagrama mostra les poblacions més properes.